# Эромоигбе, Ричард
Ри́чард Эромои́гбе (англ. Richard Eromoigbe; 26 июня 1984, Лагос, Нигерия) — нигерийский футболист, полузащитник.

## Биография
В январе 2002 года Эромоигбе подписал контракт с болгарским клубом «Левски» и присоединился к «Черно море» на правах годовой аренды, где играл вместе со своим соотечественником Эмануэлем Бабой. Он дебютировал в чемпионате 28 апреля в матче со «Спартак Плевен», игра завершилась поражением со счётом 2:1. Большую часть сезона в «Черно море» Эромоигбе выходил на замены и сыграл всего восемь матчей в чемпионате. В декабре 2002 года он вернулся в «Левски».
Эромоигбе дебютировал за «Левски» 28 сентября 2003 года в домашнем матче против «Черно море», игра завершилась безголевой ничьей. Он стал игроком основы «синих» во время следующего сезона 2004/05, сформировав в центре поля связку с Даниелом Боримировым. 25 мая 2005 года Эромоигбе вышел в основе в финале кубка Болгарии 2005 года, где «Левски» со счётом 2:1 обыграл ЦСКА.
В сезоне 2005/06 Эромоигбе помог «Левски» выйти в четвертьфинал Кубка УЕФА. 9 сентября 2006 года он забил свой первый гол на клубном уровне в матче с «Мареком», соперник был разгромлен со счётом 8:0.
Он начал сезон 2007/08 с «Левски», но 26 февраля 2008 года его за 1,5 млн евро купил российский клуб «Химки». Эромоигбе дебютировал в чемпионате России 15 марта, в выездном матче первого тура против «Амкара». 23 июля 2008 года Эромоигбе был на просмотре в «Дерби Каунти», однако Пол Джуэлл решил не предлагать ему контракт.
15 сентября 2009 года «Химки» уволили Эромоигбе, и он вернулся в Нигерию, где играл за «Варри Вулвз». В январе 2011 года он подписал контракт с кипрским клубом «Анортосис», куда Эромоигбе пригласил его бывший тренер по «Левски», Станимир Стоилов.
Не закрепившись в другом кипрском клубе, «Алки», 5 января 2012 года Эромоигбе принял предложение тренера «Берое» Илияна Илиева, контракт был рассчитан на полтора года с возможностью продления ещё на год.
Ричард женат, имеет дочь по имени Келли. Его брат Джозеф также футболист, в сезоне 2007/08 играл за дубль «Левски».

## Достижения
- Чемпион Болгарии: 2006, 2007
- Обладатель Кубка Болгарии: 2005, 2007
- Обладатель Суперкубка Болгарии: 2005, 2007